# Masaki Eto
Masaki Eto (n. 26 februarie 1954, Kagoshima, Japonia) este un luptător ce a reprezentat Japonia, medaliat olimpic. A participat la o ediție a Jocurilor Olimpice (1984) în care a câștigat o medalie de argint.

## Participări
Lista de mai jos prezintă principalele competiții la care a participat Masaki Eto de-a lungul carierei.
- wrestling at the 1984 Summer Olympics – men's Greco-Roman 57 kg[*]